# Flugplatz Bienenfarm

i7
i11
i13
Der Flugplatz Bienenfarm (ICAO-Code: EDOI) ist ein Sonderlandeplatz in Brandenburg, rund 2 km östlich im Gemeindeteil Bienenfarm von Paulinenaue und etwa 30 km westlich von Berlin gelegen. Der Flugplatz mit dem Themen-Schwerpunkt „Historische Flugzeuge“ wird hauptsächlich von Motorflugzeugen, Ultraleichtflugzeugen und Motorseglern genutzt, gelegentlich auch von Ballonen, Hubschraubern und Fallschirmspringern.

## Geschichte
Der Flugplatz Bienenfarm ist ein ehemaliger Agrarflugplatz der DDR, der nach der Wende von der Flugschule Helm aus Hof/Bayern übernommen wurde, die in der Gegend reüssierte und sehr bald eine Werkstatt, einen Hangar sowie weitere Infrastruktur errichtete. Nach dem Bau eines modernen Gebäudes mit Restaurant, Flugschule, Appartement und Büro geriet die Schule in eine finanzielle Schieflage; der Eigentümer des Platzes wechselte um die Jahrtausendwende nochmals und im Oktober 2017 wurde der Flugplatz von einigen Mitgliedern des Quax-Vereins übernommen. Die neuen Eigentümer bauen den Flugplatz zu einem besonderen Standort für die Oldtimerfliegerei aus. Dazu wurde im Jahr 2020 auch ein lange geplanter neuer Hangar errichtet. Die 1800 m² große, in Holzbauweise erstellte Halle bietet seit September 2020 Platz für über 20 historische Flugzeuge, die als regelmäßig wechselnde Ausstellung einem interessierten Publikum zugänglich gemacht werden.
Während der Sommersaison finden am Flugplatz Bienenfarm zudem regelmäßig Flugveranstaltungen statt, bei denen neben den am Flugplatz stationierten Oldtimern auch viele weitere historische Flugzeuge in der Luft präsentiert werden.
Ebenfalls befindet sich am Flugplatz Bienenfarm die Flugschule Berlin-Brandenburg, die Flugzeuge wie Cessna 172SP mit Garmin 1000, American Champion, Grob G 115 D und eine Fuji FA 200 betreibt.

## Oldtimerfliegerei
Der Quax-Oldtimerverein ist seit vielen Jahren fest am Flugplatz Bienenfarm etabliert und betreibt diesen seit 2018. Es sind 10 bis 15 Oldtimer in Bienenfarm stationiert.
Derzeit befinden sich beispielsweise Exemplare folgender historischer Muster in Bienenfarm:
- Focke-Wulf Fw 44 „Stieglitz“
- Boeing Stearman
- North American T-6 / Harvard IV
- Pilatus P2
- Pilatus P-3
- de Havilland DH.82 Tiger Moth
- Cessna Model C-145 Airmaster
- Bölkow Bo 208
- Dornier Do 27
- Piper PA-18
- Piper PA-16
- Cessna 180
- SIAI-Marchetti FN.333 Riviera
- Jodel D120A
- Stark Turbulent D.31
- Cessna 172 (1959er Ur-Cessna ohne Heckscheibe (Ausführung „fast back“) und mit senkrecht montiertem Seitenruder („straight tail“))
- Beechcraft Bonanza (V-Tail, BJ 1955)
- Cessna 337 Skymaster

Hinzu kommen wechselnde Muster aus der Flotte des Quax-Vereins.

## Presselinks
- Klassiker der Luftfahrt: Ex-Luftwaffen Harvard kehrt heim (1. September 2016)
- MAZ: Alter Flugplatz soll Mekka für Oldtimer werden (10. Oktober 2017)
- Klassiker der Luftfahrt: Neuer Wind für die Bienenfarm (8. November 2017)
- Flug Revue: Spatenstich für neuen Hangar auf der Bienenfarm (20. Mai 2020)